# Ana Lilia Rivera
Ana Lilia Rivera (ur. 14 lutego 1973 r. w Santiago Cuaula, gmina Calpulalpan) – meksykańska polityk. Od 2023 przewodnicząca Senatu Meksyku.

## Życiorys
Ana Rivera studiowała na Uniwersytecie w Tlaxcala. W 1994 r. Rivera była delegatką na Konwencję Narodowo-Demokratyczną zwołaną przez Zapatystowską Armię Wyzwolenia Narodowego.

## Kariera
W 2000 roku Rivera  dołączyła do Rewolucjo - Demokratycznej Partii. Podczas działalności w partii koordynowała kampanie samorządowe oraz parlamentarne.
W 2008 r. Ana Lilia Rivera została deputowaną do stanowego Kongresu Tlaxcala. W 2011 r. przestała sprawować funkcję w Kongresie Tlaxcala. W 2014 roku została założycielką Narodowego Ruchu Odrodzenia (MORENA) w stanie Tlaxcala.
W wyborach w 2018 roku Ana Rivera została wybrana na senatora Kongresu Unii w imieniu stanu Tlaxcala przez partię MORENA.
W 2023 roku została wybrana na Przewodniczącą Senatu.